# Ussuriisk
Ussuriisk (em russo: Уссури́йск) é uma cidade no Krai do Litoral, Rússia, no vale do rio Razdolnaya. A cidade fica a 98 km ao norte de Vladivostok, o centro administrativo do krai, e cerca de 60 km da fronteira entre a China e a Rússia e do Oceano Pacífico.

## História
A área onde hoje é Ussuriysk foi colonizada pelas tribos Yulou Mohe. A partir de meados do século IX, tornou-se Solbin-bu do Reino de Balhae. Foi então povoado pelos Dōnghǎi Jurchens, sob o controle da dinastia Liao. A cidade então se tornou capital do circuito Sùpín da Dinastia Jīn (速頻路). Depois, passou a ser controlado pelas dinastias Yuan, Ming e Qing, respectivamente, e ficou conhecido como Shuangchengzi (em chinês: 双城子|双城子).

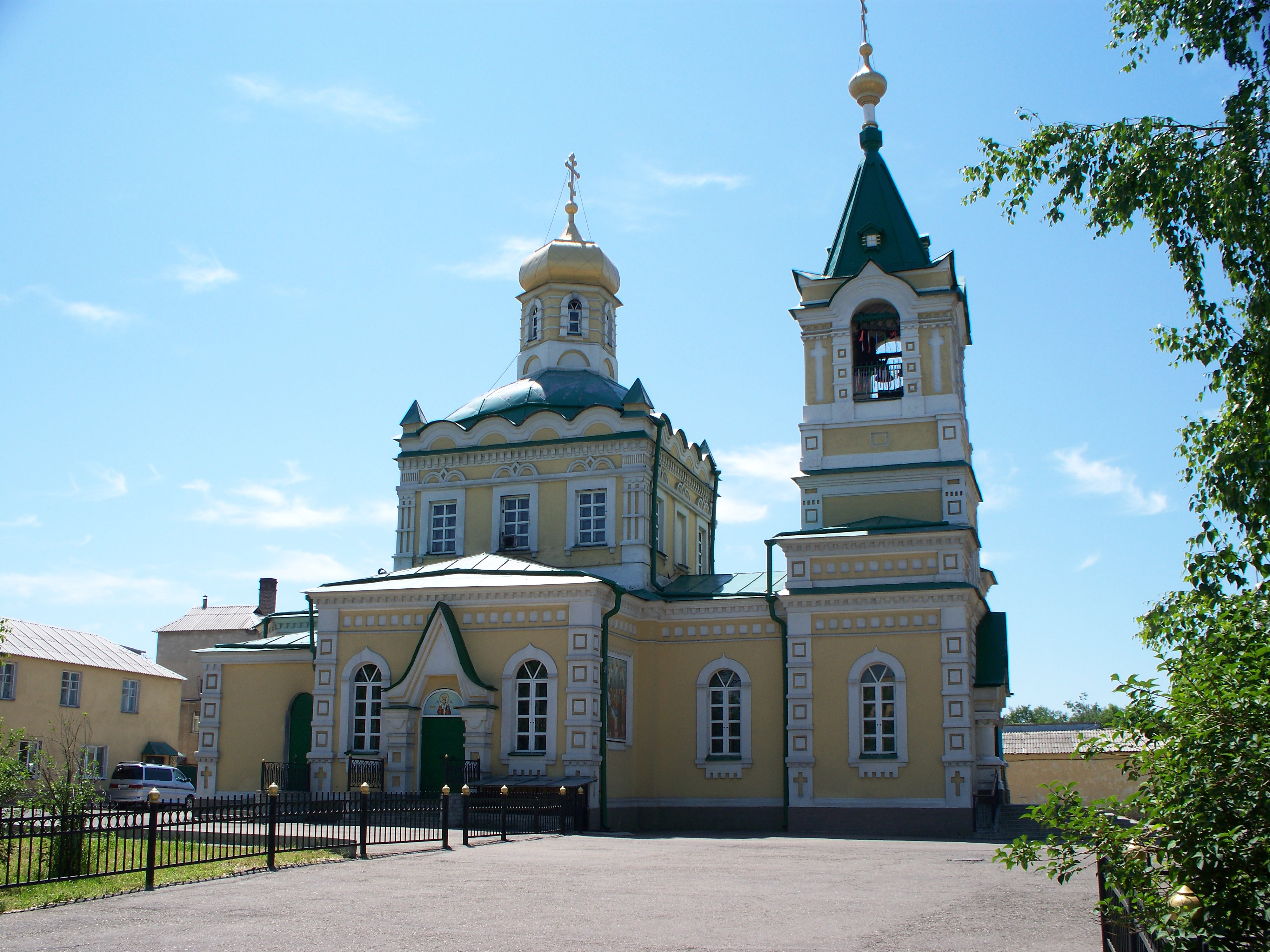
Igreja de Ussuriisk

Em 1866, o assentamento de Nikolskoye (Нико́льское) foi fundada na área da atual Ussuriysk, nomeada em homenagem a São Nicolau. Devido à sua localização geográfica vantajosa no cruzamento das linhas de transporte, a vila experimentou um rápido crescimento durante a década de 1870, transformando-se em um centro comercial. Seu papel aumentou após a construção da ferrovia que conecta Khabarovsk e Vladivostok (agora parte da Ferrovia Transiberiana), e em 1898 recebeu o status de cidade e foi renomeada Nikolsk-Ussuriysky (Нико́льск-Уссури́йский).
No início do século XX, a população da cidade totalizava 15.000 pessoas, e o faturamento anual de suas empresas comerciais era igual a três milhões de rublos. Após a Guerra Russo-Japonesa de 1904-1905, Nikolsk-Ussuriysky tornou-se um dos mais importantes centros comerciais e econômicos do Extremo Oriente Russo. Em 1913, a cidade ficou em quarto lugar, depois de Vladivostok, Blagoveshchensk e Khabarovsk, em termos de população.
Após a Revolução de Outubro de 1917, a economia da cidade experimentou um rápido crescimento. A cidade se especializou no processamento de produtos agrícolas. O nome da cidade foi mudado para Voroshilov em 1935, em homenagem a Kliment Voroshilov. Com a ascensão de Nikita Khrushchev ao poder após a morte de Stalin, o nome da cidade foi mudado em 1957 para Ussuriysk, em homenagem ao rio Ussuri, que tem mais de 140 km de distância.

## Administração
No âmbito das divisões administrativas, é, juntamente com trinta e sete localidades rurais, incorporada como Cidade de Ussuriysk sob Jurisdição de Krai — uma unidade administrativa com estatuto igual ao dos distritos. Como uma divisão municipal, a cidade de Ussuriysk sob jurisdição do Krai é incorporada como Ussuriysky Urban Okrug. 

## Demografia
Composição étnica (2010):
- Russos – 91%
- Coreanos – 3%
- Ucranianos – 2,4%
- Tártaros – 0,5%
- Outros – 3,1%

## Economia
A indústria da cidade é representada por vinte e oito empresas, incluindo doze da indústria alimentícia, duas da indústria leve, seis da indústria metalúrgica e quatro da indústria de construção. Ussuriysk sempre se especializou na produção de bens de consumo.
As maiores empresas da indústria leve são Primorsky Sakhar (que abastece o Extremo Oriente russo com açúcar, produzindo 160.000 toneladas por ano), Dalsoya (que produz óleo vegetal, margarina e sabão ), Ussuriysky Balsam (24 tipos de licores e produtos de vodca, e bálsamos feitos de uma mistura de dezenas de ervas).

## Esporte

### Hóquei no gelo
O time de hóquei no gelo Primorye Ussuriysk jogou na Arena Ledovaya de 2009 até sua dissolução em 2011.

### Autódromo
O autódromo de gelo e autódromo de motocicletas acontecem no Estádio Sergei Petrovich Shevchenko (outros nomes, Estádio Patriot ou Estádio Meliorator). A equipe Vladivostok Speedway competiu no estádio durante a década de 1990 no Campeonato Russo de Speedway, quando seu próprio estádio não estava disponível.